# Mont Nōgōhaku
Le mont Nōgōhaku (能郷白山, Nōgōhaku-san) se trouve à la limite des préfectures de Gifu et Fukui au Japon. La montagne, qui fait partie des monts Ryōhaku, sert de ligne de partage des eaux entre l'océan Pacifique et la mer du Japon. Une station de triangulation est installée à son sommet.
Fragaria iinumae a été découverte pour la première fois sur les flancs de la montagne et a reçu le nom Nōgō Fragaria (ノウゴウイチゴ・能郷苺, Nōgō Ichigo),.

## Histoire
- 718 : première ascension de la montagne par Taichō.
- 1897 : reconstruction du sanctuaire shinto du mont Nōgōhaku (能郷白山神社, Nōgōhaku-san Jinja?).
- 1965 : important glissement de terrain.